# 生肖纪年
生肖在古代也稱為十二獸、十二禽、十二神、十二物、十二蟲、十二屬相、十二生肖。

## 起源
十二生肖對應十二地支。在採行太歲和干支紀年後，每一生肖代表十二歲中的某一年，如東漢《太平經》的〈有德人祿命訣〉：「寅、申之歲……寅為文章，在木之鄉，山林猛獸，自不可當。但宜清潔，天遣令狩，不宜數見，多畏之者，名之為虎……申為其衝，了不相亡，多惡畏夜，但能緣木上下」，文中將虎和寅、（緣木上下的）猴和申配對，可見得生肖和干支紀年在東漢時已有對應。後世生肖多與年相配，供人推算年命。但先秦日書中，生肖用來配日，與紀日干支的十二支相配，用於占盜，以追捕盜賊。《抱朴子》也記載「山中寅日，有自稱虞吏者，虎也；稱當路君者，狼也；稱令長者，老狸也。卯日稱丈人者，兔也；稱東王父者，麋也；稱西王母者，鹿也。……」，將干支紀日和多種動物相配，用於登山涉水時，施行劾鬼禁邪的法術（這些鬼神是由動物變化而成的精怪，若知其物名，則不能為害）。

### 演變和定形
現行十二生肖的具體動物，定形於东汉。在戰國時期，有不同的組合。
| 年代    | 文献   | 子 | 丑 | 寅 | 卯  | 辰 | 巳 | 午  | 未 | 申    | 酉  | 戌    | 亥 |
| ------- | ------ | -- | -- | -- | --- | -- | -- | --- | -- | ----- | --- | ----- | -- |
| 前3世纪 | 睡虎地 | 鼠 | 牛 | 虎 | 兔  |    | 虫 | *鹿 | 马 | *环   | *水 | *老羊 | 豕 |
| 前3世纪 | 放马滩 | 鼠 | 牛 | 虎 | 兔  | 虫 | 鸡 | 马  | 羊 | 猴    | 鸡  | 犬    | 豕 |
| 前1世纪 | 孔家坡 | 鼠 | 牛 | 虎 | *鬼 | 虫 | 虫 | *鹿 | 马 | *玉石 | *水 | *老火 | 豕 |
| 1世纪   | 王充   | 鼠 | 牛 | 虎 | 兔  | 龙 | 蛇 | 马  | 羊 | 猴    | 鸡  | 犬    | 豕 |

- 环：释为「猨」。整理小组注释「环，读为猨，即猿字」。饶宗颐 (1982) 认为「申之为环，环读如猨，于音自近。隋朝萧吉：「申，朝为猫，昼为猨，暮为猴」[5]，则猨後来以属三时之昼，与猴之为暮则有别。」[4]
- 水：释为「雉」或「隼」。整理小组注释「水，以音近读为雉」。于豪亮 (1981) 认为「水」读为「雉」，并从音韵学的角度做了阐释「水与雉同为脂部字，韵母相同，水为审母三等，雉为澄母三等。」李零 (1991) 与饶宗颐 (1982) 则将「水」释为「隼」。[4]
- 老羊：狗的别名。饶宗颐 (1982) 从《古今注》中找到「狗，一名黄羊」的记载；刘乐贤 (1994) 于《本草纲目》卷二十四觅得「狗，又名地羊」，认为古时羊可以名狗；王子今 (2003) 则在前二人的研究基础上作了补充，认为《史记·项羽本纪》中「（宋义）下令军中曰「猛如虎，很如羊，贪如狼，强不可使者，皆斩之」，一句中的「羊」即指狗。[4]
- 鬼：为「兔」的讹字。[4]
- 鹿：为「马」的讹字，一说为指鹿为马的典故。孔庆典 (2009) 认为睡虎地和孔家坡《日书》在故楚地出土，应为当地转写。[4]
- 其他：三部《日书》中所记不乏错漏，放马滩《日书》中将「鸡」同时配「巳」和「酉」，刘乐贤指出与巳相配的「鸡」必为误字，可能是「蛇」字之讹；而与辰相配的「虫」则可能是「龙」之误写。睡虎地《日书》鹿、马、老羊排列顺序都与后世通行的十二生肖截然不同。[6]孔家坡《日书》以「玉石」配「申」、以「老火」配「戌」却似乎不可轻率归之为误记，有将其视为异说，为何如此搭配却尚无讨论，不过这些奇怪搭配却在传世文献中有迹可寻。[4]

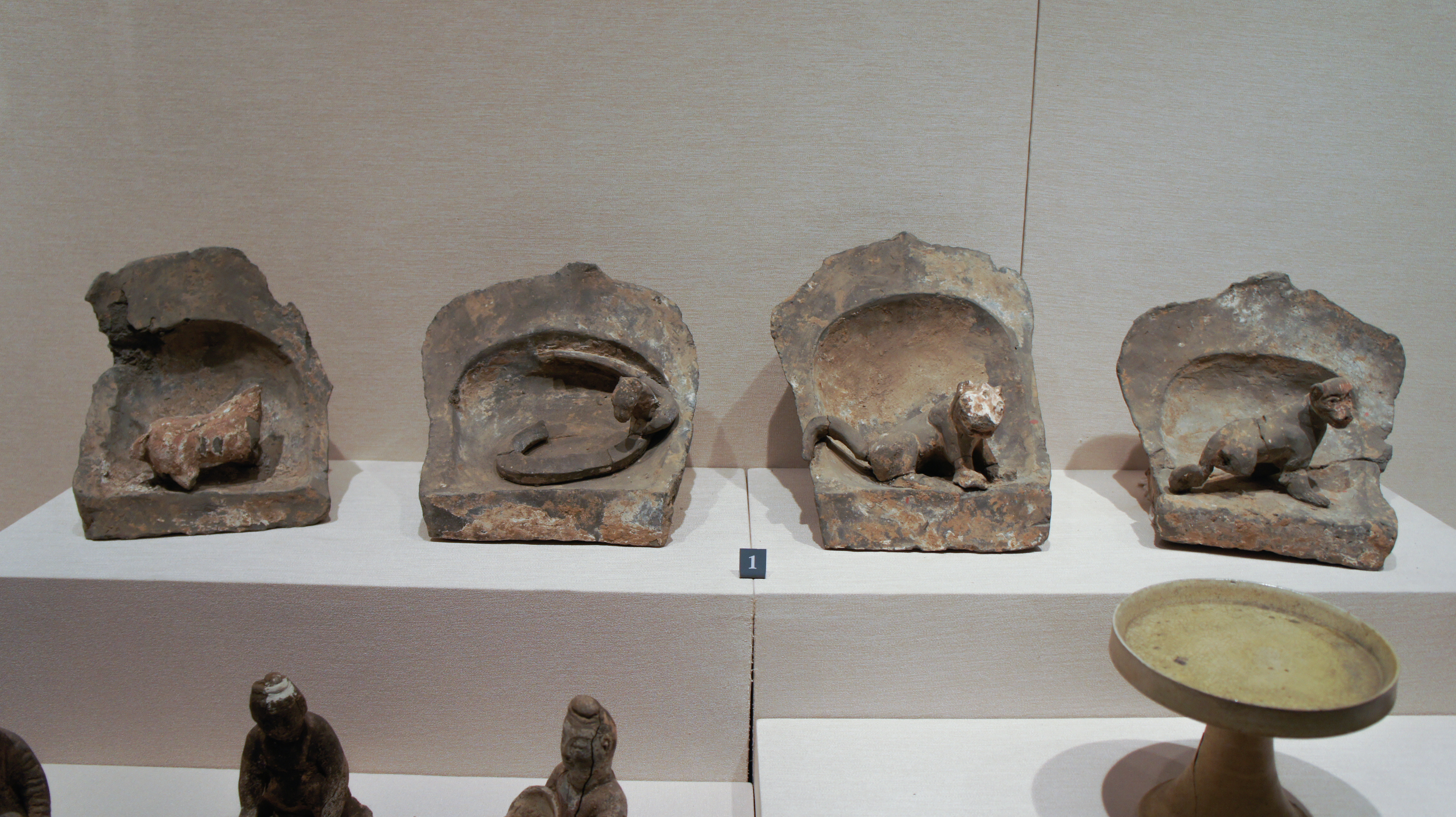
北魏临淄崔氏墓群中出土的生肖俑，从右到左猴、虎、蛇、猪。

先秦文献如《诗经》、《左传》等，当时已有马、牛、龙、蛇与午、丑、辰、巳四支相配应的记载。但由于十二生肖仅为民间所用，不受先秦上层文人重视，而没有将十二种动物与十二地支相配完整地记载下来。传世文献中对十二生肖最完整的记载，首见于东汉王充的《论衡》。
最早有关十二生肖的完整记录为甘肃天水放马滩和湖北云梦睡虎地的甲、乙两种《日书》。睡虎地甲、乙两种《日书》抄本的写成年代为前250年至前246年，其内容形成年代在前278年左右；放马滩《日书》年代与睡虎地《日书》相去不远，其甲本的内容比睡虎地《日书》晚出，但前者的抄写年代则未必晚于后者，两本秦隶系统《日书》的内容和编写年代都不早于前3世纪。還有第三部《日书》值得一提，湖北随州市孔家坡墓出土了《日书》十二生肖的记录，下葬年代在前142年。
三部《日书》中的《盗者》篇，皆以十二支配十二兽占卜盗者，内容包括盗者的相貌、性别、藏身之处及性格、特长、身份等。盗者被认为与十二生肖有着某种联系，人们可以通过相关生肖来预判盗者的相貌以及藏身之处。此外，睡虎地《日书》中有类似的《十二支死咎》篇，以十二地支与不同词配合进行占卜。
關於十二生肖的起源有很多說法，雖然許多人認定十二生肖應有其本土起源，但對於十二生肖如何形成及其來由，尚無定論和共識。主張十二生肖源自華夏本土論者，大致有三類：
- 源自天文占星或星象，如李零、鄭文光等。李零《中國方術考·十二生肖的起源》，據《五行大義·論三十六禽》：「其十二屬，並是斗星之氣，散而為之人命，繫於北斗，是故用以為屬。《春秋運斗樞》：「樞星散為龍、馬，旋（璇）星散為虎，搖光散為猴、猿。此等皆上應天星，下屬年命也」，認為十二生肖源自北斗，具有星占性質。鄭文光認為十二生肖源自先民對十二辰方位所在星象的觀察，先描寫為符號，後肖之以動物形象。
- 源自圖騰崇拜，如劉堯漢、詹鄞鑫、董家遵等。劉堯漢、詹鄞鑫認為十二生肖源於上古人對十二辰的崇拜，以十二獸作為十二辰或十二月之神的代表。董家遵認為十二生肖與最古老的十二姓同出一源，係由鼠、牛、虎、麒麟、龍等十二種圖騰演化而來。
- 來自古人的精怪信仰，如西嶋定生、王貴元等：西嶋定生提出十二生肖由奇禽異獸演變而來，其用意是厭勝、驅邪。王貴元考察楚系十二禽（物）中“老羊”、“玉石”等“異說”，認為十二生肖的原形可能是十二種物怪，或是有動物、有物怪，後來才全部演化為十二種動物。

民間傳說則認為十二生肖的由來是玉皇大帝讓所有動物來舉行賽跑競賽，以最先到達目的地的十二種動物，依次選為生肖表徵。這個傳說主要情節是環繞在「貓、鼠、牛」三種動物上，傳說貓與老鼠跑得最快，他們求牛幫渡河，途中老鼠起了歹意，將貓推下水，然後在快到目的地時，全力向前衝刺，取得冠軍，其後次序是牛虎兔龍蛇馬羊猴雞狗豬，從此以後，落水的貓對老鼠懷恨在心，見到老鼠總要追殺一番。
另一種說法是如來佛祖指定十二種動物鎮守通天路，每種動物輪值一年。大勢至菩薩發帖請受選的動物前來，並按序排列為貓鼠牛虎兔龍蛇馬羊猴雞狗。但為首的貓等得不耐煩，就先溜走了，於是老鼠成了第一位，然後一頭豬趁機跑來排在最後。當佛祖駕臨時，貓還沒有回來。佛祖為了懲罰貓，就為在場的十二種動物分配工作——由鼠開始而至豬結束。於是，十二生肖中不見了「貓」。

### 藏緬語轉音說
《爾雅》月陰月陽、歲陰歲陽之名稱與干支似有緊密關係，然具體細節無人得知。對於古人何以採用這些名稱，其含義為何，學界至今眾說紛紜，莫衷一是。近年來，聶鴻音和黃振華嘗試從藏緬語系中尋求解決方案，提出“歲陰”出自藏緬語十二獸和“歲陽”出自藏緬語五行，兩者皆是古藏緬語的同音轉寫。孔慶典在前人聶鴻音和黃振華 (1999) 與何新(2007) 的研究基礎上，進一步從楚帛書《月忌》和《爾雅·釋天》中所載的歲陰（十二歲名）和月陰（十二月名）名稱，與現代藏緬語系（以舉例數依次排名為彝語支、羌語支、緬語支和藏語支），乃至蒙古語和日語等20世紀的現代語言加以對比，從語音角度推論歲陰、月陰名稱為十二生肖的原型。 
楚帛書是1942年在湖南長沙子彈庫出土的帛書。楚帛書年代據Cook和李零 (2004) 為前300年，即可知年代雖略早於秦簡《日書》，但相去不遠，兩者出土文獻年代都不早於前3世紀，秦簡《日書》所載的十二獸為今日所熟悉的十二生肖，而楚帛書的十二月名，孔慶典認為是藏緬語版十二獸。 
孔慶典認為十二生肖或許是起源自先秦某個藏緬語系的民族，後來分別傳播至中國和印度。
| 年代     | 文獻           | 十二獸 | 十二獸 | 十二獸 | 十二獸 | 十二獸 | 十二獸 | 十二獸 | 十二獸 | 十二獸 | 十二獸 | 十二獸 | 十二獸 |
| -------- | -------------- | ------ | ------ | ------ | ------ | ------ | ------ | ------ | ------ | ------ | ------ | ------ | ------ |
| 前3世纪  | 睡虎地《日書》 | 鼠     | 牛     | 虎     | 兔     |        | 蟲     | 鹿     | 馬     | 環     | 水     | 老羊   | 豕     |
| 前3世纪  | 放馬灘《日書》 | 鼠     | 牛     | 虎     | 兔     | 蟲     | 雞     | 馬     | 羊     | 猴     | 雞     | 犬     | 豕     |
| 1世纪    | 《論衡》       | 鼠     | 牛     | 虎     | 兔     | 龍     | 蛇     | 馬     | 羊     | 猴     | 雞     | 犬     | 豕     |
| 前3世纪  | 楚帛書《月忌》 | 姑     | 塗     | 取     | 女     | 寎     | 餘     | 皋     | 且     | 倉     | 臧     | 玄     | 昜     |
| 戰國末年 | 《爾雅》月陰   | 辜     | 塗     | 陬     | 如     | 秉     | 餘     | 皋     | 且     | 相     | 壯     | 玄     | 陽     |
| 戰國末年 | 《爾雅》歲陰   | 困敦   | 赤奮若 | 攝提格 | 單閼   | 執徐   | 大荒落 | 敦戕   | 協洽   | 涒灘   | 作噩   | 閹茂   | 大淵獻 |

## 傳播

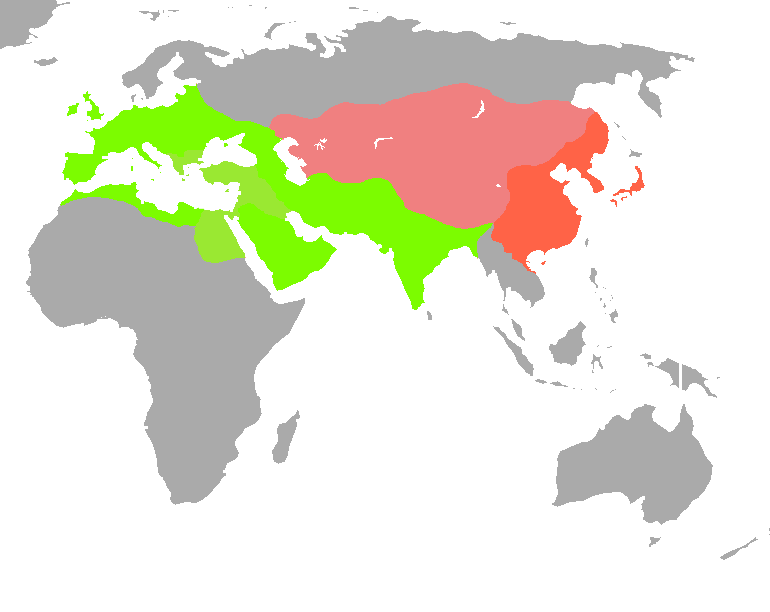
古代世界范围十二生肖：
干支纪年方式
生肖纪年方式
西方黃道十二宮诞生地
西方黃道十二宮使用范围

自前1千年以来巴比伦黃道十二宮体系便开始遍及埃及、希腊、罗马和印度等西方古文明国。黃道十二宮在隋唐時隨佛經傳入中國，叫做「十二星宮」，韓愈、蘇東坡都用自己十二宮的星座算命。十二星宮傳入中國後，被本土道教吸收，並與中國傳統曆法中的十二地支對應起來。
十二地支大概起源於商朝，或許更早，但目前最早可見實物為商朝的甲骨文。十二生肖最早见于战国晚期的秦简，東漢時將生肖和干支紀年搭配。干支紀年加以簡化，就變成只用生肖纪年，生肖纪年法对中国周边少数民族所使用的历法影响深远，在西北地区，分布范围甚广。自突厥兴起以来，开始遍及欧亚东陆大半，其中包括了西北地区青藏高原的吐蕃，和蒙古草原、哈萨克草原、及西伯利亚南部，乃至部分东欧大草原的突厥语部落。
这套简洁易懂的12周期循环历法，与同时期的唐朝内地、东北平原的渤海、新罗和日本所使用的60周期循环干支纪年法形成对比，不过都属于中国历法体系。据记载，生活在叶尼塞河下游的黠戛斯也曾使用过与回鹘相同的十二生肖纪年法。十二生肖纪年法对后世的突厥、蒙古和哈萨克族历法都有着深远的影响。据匈牙利学者Rona-Tas (1999) 指出匈牙利语中的「龙」也是匈牙利人在早期中世纪时使用突厥十二生肖纪年法时所引入的。

## 生肖纪年

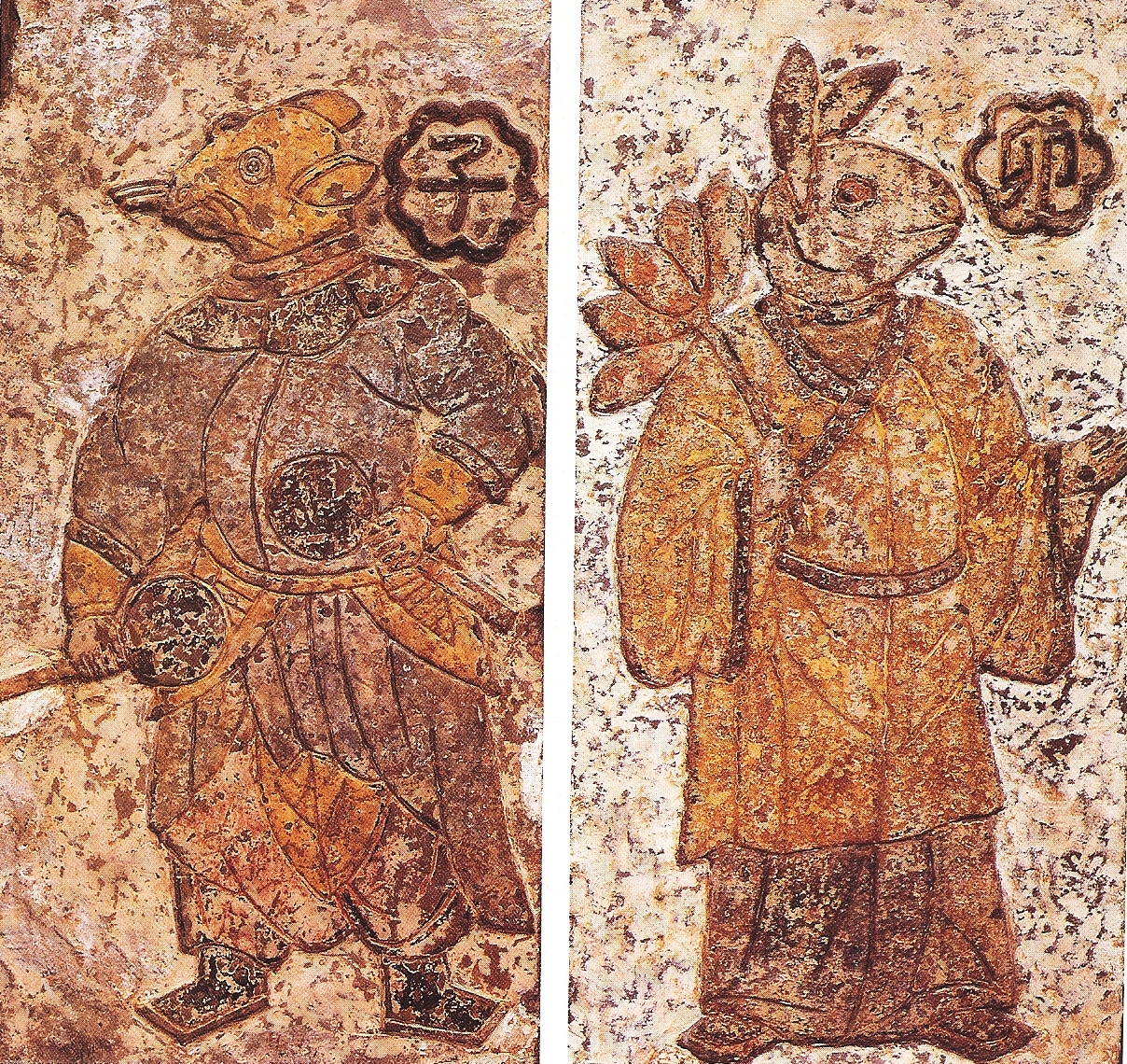
汉朝瓷砖雕画上的生肖，其左鼠人（子），右兔人（卯），现藏于爱丁堡苏格兰博物馆。

据现存资料至少自6世纪起，用生肖紀年就为突厥人所使用，其後开始扩散至欧亚大陆，并向周边突厥语民族传播，与此同时青藏高原的吐蕃也开始使用生肖纪年法。生肖纪年法对中国周边少数民族所使用的历法影响深远，其中还包括西南少数民族，在西北地区，分布范围甚广，其影响远至中亚，乃至早期中世纪的东欧地区。

### 突厥
最早有关十二生肖纪年的文献记载，始见于《周书》的《宇文护传》，其中在一封宇文护（515年—572年）家信里提到生年属相，由此可知当时北周中原境内民间已有十二生肖纪年。有关突厥与中原纪年法在传世文献中最早的记录则见于《隋书》，其中提到沙缽略可汗在584年致书中所用的」「辰年」，「辰年」是以地支来表示年代的方式，但并不通用于汉文中，明显仅是中原传统的干支纪年的同义词。同书亦记载在了586年隋朝向突厥颁行历法，不过突厥人在很长的一段时间内并未采纳中原的干支纪年，而出土资料也显示，直到10世纪末左右，干支纪年才首次出现在西州（吐鲁番）回鹘人的突厥文文献之中，在此期间，突厥人所使用的几乎都是生肖纪年法。
突厥十二生肖纪年记载最早出自571年的布特碑，其中提到了「兔年」。《布谷特碑》是一块属于早期蒙古高原突厥王子的石碑，由粟特文和梵文两个译本撰成，年代属突厥尚未分裂之前，是迄今已知最早的突厥碑铭。有学者因此而断定8世纪的古突厥文是由粟特文发展而来，不过也有学者如Ishjatms (1996) 认为古突厥文是汉字的衍生版，在蒙古人民共和国色楞格河下游的1世纪匈奴墓葬曾出土了类似陶文的匈奴字符。由于突厥纪年法的史料残缺，有关6世纪至10世纪之间的生肖纪年记录分布很不均匀，一些能见到纪年的碑铭包括8世纪葛勒可汗所立的《磨延啜碑》、《铁尔浑碑》和牟羽可汗所立的《台斯碑》。
| 碑铭年代 | 碑铭         | 生肖（干支）   | 年份  |
| -------- | ------------ | -------------- | ----- |
| 6世纪    | 《布特碑》   | 兔年（辛卯年） | 571年 |
| 8世纪    | 《磨延啜碑》 | 羊年（癸未年） | 743年 |
| 8世纪    | 《磨延啜碑》 | 鸡年（乙酉年） | 745年 |
| 8世纪    | 《磨延啜碑》 | 猪年（丁亥年） | 747年 |
| 8世纪    | 《磨延啜碑》 | 虎年（庚寅年） | 750年 |
| 8世纪    | 《磨延啜碑》 | 兔年（辛卯年） | 751年 |
| 8世纪    | 《磨延啜碑》 | 羊年（乙未年） | 755年 |
| 8世纪    | 《磨延啜碑》 | 鸡年（丁酉年） | 757年 |
| 8世纪    | 《铁尔浑碑》 | 蛇年（辛巳年） | 741年 |
| 8世纪    | 《铁尔浑碑》 | 羊年（癸未年） | 743年 |
| 8世纪    | 《铁尔浑碑》 | 猴年（甲申年） | 744年 |
| 8世纪    | 《铁尔浑碑》 | 鸡年（乙酉年） | 745年 |
| 8世纪    | 《铁尔浑碑》 | 猪年（丁亥年） | 747年 |
| 8世纪    | 《铁尔浑碑》 | 鼠年（戊子年） | 748年 |
| 8世纪    | 《铁尔浑碑》 | 龙年（壬辰年） | 752年 |
| 8世纪    | 《台斯碑》   | 鸡年（丁酉年） | 757年 |

五行生克图表，与其对应的颜色：木（青）、火（红）、土（黄）、金（白）、水（黑）。

除了十二生肖纪年法，10世纪初突厥人还出现了五行生肖法，其特征是将生肖分类与五行之一的辅助分类词组合在一起，这种五行＋生肖的组合可以方便地转化为相应的干支纪年。如此便跳出了生肖纪年原有的12年周期，理论上达到了60个纪年周期，相较而言对少数民族，五行＋生肖组合要比天干＋五行＋生肖组合更简洁和易懂。其中主要见于10世纪至11世纪初的高昌回鹘文献。
- 伯希和回鹘文特藏（Pelliot Uighur）2号有「土猴年」（五行＋生肖组合）的称法，和干支纪年中的戊申年对应。
- 在两条德国学者Müller所翻译的高昌回鹘庙柱文都出现了「土猴年」（五行＋生肖组合）与「己火羊年」（天干＋五行＋生肖组合）的称法，分别对应干支纪年中的戊申年和己未年。
- 柏林吐鲁番特藏（Berlin Turfan Collection）Mainz 131号的佛经《金光明经》回鹘文译本，出现了「壬狗水年」（天干＋五行＋生肖组合）与「甲申水日」（干支＋五行组合）的称法，前者对应干支纪年中的壬戌年，后者的甲在五行中与木相应，但在纳音生肖法中甲申可对应水猴。在U.4759号的回鹘文《文殊所说最胜名义经》也出现了「壬虎年」（天干＋生肖组合），和干支纪年中的壬寅年对应。

纳音与干支的相配最早见于战国末年时期的睡虎地《日书》和西汉时期的《银雀山汉简》，从出土资料年代来看，其起源可能在前2世纪左右。其后五行替代了角、微、宫、商、羽五音并被细化，尽管历史颇久，五行纳音的具体内容却始终变化不大，在五行纳音中无论如何演变，其对60甲子的五行属性的划分始终一样。从吐鲁番的阿斯塔那墓出土的历日可知，纳音自7世纪中叶起便已在唐朝西州地区进入历书，840年回鹘汗国灭亡，而部分回鹘人西迁至该地以后，才开始进一步将生肖法改造为60循环周期的纳音生肖法。14世纪高昌回鹘人的历书中还出现了「五行为山岳之土」与「五行为矿中之金」的五行纳音用语。以下为法国学者Bazin (1991) 提出的五行（纳音）生肖对应方案列表。
|    | 木∕角音    | 火∕微音    | 土∕宫音    | 金∕商音    | 水∕羽音    |
| -- | ---------- | ---------- | ---------- | ---------- | ---------- |
| 鼠 | 1（甲子）  | 13（丙子） | 25（戊子） | 37（庚子） | 49（壬子） |
| 牛 | 2（乙丑）  | 14（丁丑） | 26（己丑） | 38（辛丑） | 50（癸丑） |
| 虎 | 3（丙寅）  | 15（戊寅） | 27（庚寅） | 39（壬寅） | 51（甲寅） |
| 兔 | 4（丁卯）  | 16（己卯） | 28（辛卯） | 40（癸卯） | 52（乙卯） |
| 龙 | 5（戊辰）  | 17（庚辰） | 29（壬辰） | 41（甲辰） | 53（丙辰） |
| 蛇 | 6（己巳）  | 18（辛巳） | 30（癸巳） | 42（乙巳） | 54（丁巳） |
| 马 | 7（庚午）  | 19（壬午） | 31（甲午） | 43（丙午） | 55（戊午） |
| 羊 | 8（辛未）  | 20（癸未） | 32（乙未） | 44（丁未） | 56（己未） |
| 猴 | 9（壬申）  | 21（甲申） | 33（丙申） | 45（戊申） | 57（庚申） |
| 鸡 | 10（癸酉） | 22（乙酉） | 34（丁酉） | 46（己酉） | 58（辛酉） |
| 狗 | 11（甲戌） | 23（丙戌） | 35（戊戌） | 47（庚戌） | 59（壬戌） |
| 猪 | 12（乙亥） | 24（丁亥） | 36（己亥） | 48（辛亥） | 60（癸亥） |

### 吐蕃
吐蕃的史前历法，即7世纪以前，已难以考证，但根据文献记载，最初吐蕃只有十二生肖纪年，随后将十二生肖和五行相结合，继之五行又分阴阳为十数，替代十天干，以十二生肖代十二地支，构成60年循环周期。有文献记载黄历历书《暮人金算》、《达那穷瓦多》、《市算八十卷》、《珠古地方的冬、夏至图表》（珠古地方指今青海）、《李地方的属年》（李地方指今新疆和阗）、《穷算六十》（穷部为吐蕃姓氏）等典籍于704年至吐蕃，一般认为典籍是从突厥或中原这两个地区传入，《穷算六十》所记载的五行＋生肖组合与突厥历法相似。
|    | 木 | 火 | 土 | 金 | 水 |
| -- | -- | -- | -- | -- | -- |
| 阳 | 甲 | 丙 | 戊 | 庚 | 壬 |
| 阴 | 乙 | 丁 | 己 | 辛 | 癸 |

阴阳五行生肖法最早见于位于今西藏拉萨的821年《唐蕃会盟碑》上所载的日期，此碑用吐蕃文和汉文记载了长安会盟的内容。
- 长安会盟的日期：「阴铁（金）牛年孟冬月初十日，大蕃彝泰七年，大唐长庆元年。」
- 拉萨会盟的日期：「阳水虎年仲夏月初六日，大蕃彝泰八年，大唐长庆二年。」
- 拉萨碑文雕刻日期：「阴水兔年仲春月十四日，大蕃彝泰九年，大唐长庆三年。」

长安会盟日期所指为三种纪年方式，彝泰七年、长庆元年分别代表双方官方年号，其中彝泰为吐蕃唯一的年号，与中原建立邦交时临时所用，意图强调地位平等，「阴铁（金）牛年冬十月十日」是双方接受的共同纪年方式。821年是辛丑年，即牛年，汉蕃牛年指同一年。「阳水虎年」与「阴水兔年」分别指壬寅年与癸卯年。此外，西夏时期的敦煌莫高窟有吐蕃文题记的日期「阳水鼠年」（832年）与「阳木虎年」（834年），内容为365号洞窟寺的落成和祭祀开光，美国学者W. South Coblin最早将其对外翻译成英文。其中汉蕃的文字提到一位9世纪中叶的沙州汉人僧侣洪辩，应为题记的作者。
与突厥人的五行（纳音）生肖法不同的是，吐蕃的阴阳五行生肖法中的五行只同天干有关，而与地支无涉，前者的五行却与一个完整的天干与地支相联，两种方法不能互代。不过吐蕃这套纪年方法，并不是很流行，在很长的时间内仍使用易懂的十二生肖纪年法。《敦煌古吐蕃文历史文书大事编年》所记650年至763年110余年间的大事，只用十二生肖纪年。而仅就从出土的民间购买契约文书而言，也可断定在9世纪时的吐蕃，无论是官方或是民间都采用生肖纪年法。大英博物馆的斯坦因藏品32号另有一副观音画像的题记，吐蕃文日期为「龙年」，即汉文的「丙辰年九月十五日月盈日」，吐蕃文日期使用的是具有西北风格的十二生肖纪年法。
|    |    | 木         | 火         | 土         | 金         | 水         |
| -- | -- | ---------- | ---------- | ---------- | ---------- | ---------- |
| 阳 | 鼠 | 1（甲子）  | 13（丙子） | 25（戊子） | 37（庚子） | 49（壬子） |
| 阴 | 牛 | 2（乙丑）  | 14（丁丑） | 26（己丑） | 38（辛丑） | 50（癸丑） |
| 阳 | 虎 | 3（丙寅）  | 15（戊寅） | 27（庚寅） | 39（壬寅） | 51（甲寅） |
| 阴 | 兔 | 4（丁卯）  | 16（己卯） | 28（辛卯） | 40（癸卯） | 52（乙卯） |
| 阳 | 龙 | 5（戊辰）  | 17（庚辰） | 29（壬辰） | 41（甲辰） | 53（丙辰） |
| 阴 | 蛇 | 6（己巳）  | 18（辛巳） | 30（癸巳） | 42（乙巳） | 54（丁巳） |
| 阳 | 马 | 7（庚午）  | 19（壬午） | 31（甲午） | 43（丙午） | 55（戊午） |
| 阴 | 羊 | 8（辛未）  | 20（癸未） | 32（乙未） | 44（丁未） | 56（己未） |
| 阳 | 猴 | 9（壬申）  | 21（甲申） | 33（丙申） | 45（戊申） | 57（庚申） |
| 阴 | 鸡 | 10（癸酉） | 22（乙酉） | 34（丁酉） | 46（己酉） | 58（辛酉） |
| 阳 | 狗 | 11（甲戌） | 23（丙戌） | 35（戊戌） | 47（庚戌） | 59（壬戌） |
| 阴 | 猪 | 12（乙亥） | 24（丁亥） | 36（己亥） | 48（辛亥） | 60（癸亥） |

## 生肖與年月日時
生肖可和年、月、日、時對應，這是因為已先用干支或地支去紀年、月、日、時，再把地支用生肖加以代換。目前人們習慣用生肖年，而命理學常見的用生肖表示時辰，其實是因為干支和十二時辰制在現代常用度很低，所以用生肖表示而已。
農曆換干支和生肖的起始點在正月初一，因為據農曆曆法，一年以正月初一為首。八字命理換干支的起始點在立春，因為八字所用星命月以十二個節氣在劃分一年月份，其一年以立春為首。

### 生肖與月
地支與月份的對應，或以二十四節氣的十二氣節為起點，或以朔（即各月初一）為起點。前者稱為「星命月」，為許多術數所用，後者為「曆法月」，為農曆曆法所用。生肖與月份的對應，只是地支與月份對應的附屬。
| 地支         | 子   | 丑   | 寅   | 卯   | 辰   | 巳   | 午   | 未   | 申   | 酉   | 戌   | 亥   |
| 生肖         | 鼠   | 牛   | 虎   | 兔   | 龙   | 蛇   | 马   | 羊   | 猴   | 鸡   | 狗   | 猪   |
| 以气节为起点 | 大雪 | 小寒 | 立春 | 惊蛰 | 清明 | 立夏 | 芒种 | 小暑 | 立秋 | 白露 | 寒露 | 立冬 |
| 包含的中气   | 冬至 | 大寒 | 雨水 | 春分 | 谷雨 | 小满 | 夏至 | 大暑 | 处暑 | 秋分 | 霜降 | 小雪 |
| 以朔为起点   | 冬月 | 腊月 | 正月 | 二月 | 三月 | 四月 | 五月 | 六月 | 七月 | 八月 | 九月 | 十月 |

注：如遇闰月，则闰月与前月的干支相同。
此外，星命月的地支與十二星座存在交錯對應的關係：子上半月對應射手座下半段，子下半月對應摩羯座上半段，丑上半月對應摩羯座下半段，以此類推。

### 生肖與時辰
子（鼠）時（23点~01点）、丑（牛）時（01點~03點）、寅（虎）時（03點~05點）
卯（兔）時（05點~07點）、辰（龙）時（07點~09點）、巳（蛇）時（09點~11點）
午（马）時（11點~13點）、未（羊）時（13點~15點）、申（猴）時（15點~17點）
酉（鸡）時（17點~19點）、戌（狗）時（19點~21點）、亥（猪）時（21點~23點）

## 变种生肖

### 譜系類近的
越南卯年对应的不是兔年，而是猫年，丑指的是水牛。越南和華南一樣，不產黃牛，只有水牛。除此之外，越南的生肖与中国的生肖相同。有说法称越南語中詞語有很多都是從漢語借用，「卯兔」的「卯」字讀音（mẻo）與「貓」（mèo）相似，兔年在越南就變成貓年。也有说法指生肖被引入越南时，越南还没有兔这种动物，故而使用猫代替。
越南的十二生肖分別是：鼠、水牛（牛）、虎、猫（兔）、龙、蛇、马、羊、猴、鸡、狗、猪。
朝鮮、韓國、老撾、藏族、蒙古族的生肖和漢地大致相同，但具体所指动物各有特点。如藏语生肖中，“牛”是黄牛（གླང་། glang），不能是其他牛如高原常见的氂牛；“羊”是绵羊（ལུག lug），不能是山羊；鸡有时也称乌鸦。蒙古的十二生肖中，寅一般為虎，有時也用豹。
朝鮮、韓國、老撾的十二生肖分別是：鼠、牛、虎、兔、龙、蛇、马、羊、猴、鸡、狗、猪。
藏族、蒙古族的十二生肖分別是：鼠、黄牛（牛）、虎、兔、龙、蛇、马、綿羊（羊）、猴、鸡、狗、猪。
日本的生肖與中國的相同，但“羊”在日文專指綿羊（不包括山羊），而“豬”專指野豬，而不包日文稱“豚”的家豬，这与古汉语中的汉字意义基本吻合。
日本的十二生肖分別是：鼠、牛、虎、兔、龙、蛇、马、綿羊（羊）、猴、鸡、狗、野猪（猪）。
柬埔寨、泰國的生肖與中國的相同。不过其中生肖“龙”在柬埔寨和泰國被稱為“那伽（Naga）”，并非中国传统的龙，而泰國的第四生肖以象代替兔。
柬埔寨的十二生肖分別是：鼠、牛、虎、兔、那伽（龙）、蛇、马、羊、猴、鸡、狗、猪。
泰國的十二生肖分別是：鼠、牛、虎、兔、那伽（龙）、蛇、马、羊、猴、鸡、狗、猪／象（泰北蘭納地區）。
维吾尔族的十二生肖分別是：鼠、牛、虎、兔、鱼（龙）、蛇、马、羊、猴、鸡、狗、野猪（猪）。
哈薩克族的十二生肖分別是：鼠、牛、獵豹（虎）、兔、蝸牛（龙）、蛇、馬、羊、猴、雞、狗、野豬（猪）。

### 與漢族生肖未必同源

#### 印度與中國的聯繫
印度十二生肖（Sivapriyananda 1992）：
| 四元素 | 梵音    | 解说                                        | 希腊十二宫 |
| ------ | ------- | ------------------------------------------- | ---------- |
| 火     | Meṣa    | 公羊，阿耆尼坐骑                            | 白羊座     |
| 火     | Dhanus  | 人马手持弓箭                                | 射手座     |
| 火     | Siṃha   | 半象半狮，难近母坐骑                        | 狮子座     |
| 土     | Vrsabha | 雪白色公牛，湿婆坐骑                        | 金牛座     |
| 土     | Kanyā   | 处女神，主要在科摩林角神庙受供奉            | 处女座     |
| 土     | Makara  | 类似鳄鱼的海怪，伐楼拿坐骑                  | 摩羯座     |
| 气     | Mithuna | 男女连体，湿婆与性力                        | 双子座     |
| 气     | Tulā    | 一人手持秤 原型为《摩诃婆罗多》的中一名商人 | 天秤座     |
| 气     | Kumbha  | 一罐花蜜                                    | 水瓶座     |
| 水     | Karkaṭa | 螃蟹，与夏至有关                            | 巨蟹座     |
| 水     | Vṛścika | 蝎子                                        | 天蝎座     |
| 水     | Mīna    | 毗湿奴鱼化身                                | 双鱼座     |

印度学者Sivapriyananda (1992) 指出古印度十二生肖或Rāśi属巴比伦体系由希腊人所传入，印度十二生肖皆依照希腊十二宮翻译命名，以希腊四元素作为基础分类，与中国十二生肖无涉。学者Gleadow (1968)，Noonan (2005)，Plofker (2008)，Lochtefeld (2001)，Kelley (2011)，Grafton (2010)，Martin (2008)，Ettington (2008)，Kanas (2007)，Gaur (2004)，Doshi (1987)亦同意此說。
值得关注的是，日本人小川承澄（1205年—1282年）于13世纪所撰的《阿娑縛抄》中对应十二药叉大将的坐骑兽，也仅在汉传佛教地区中的日本盛行，其中有十兽与中国相同。最早出现于平安时代晚期或12世纪的一些佛画与雕塑中的饰头巾装饰上，其十二兽也与印度天文无涉，而且在组成方面更接近中国十二生肖，只是中國有「虎」無「獅」，印度則有「獅」無「虎」。此十二兽出现于汉传佛教地区具有其特定的行用地域或人群，即在中国和日本的僧侣。十二神将为汉传佛教地区所流行的佛教神灵，其中一些如因陀罗、頞儞罗、波夷罗、摩虎罗为早期印度文献《梨俱吠陀》所载的诸神，不过有大部分皆非印度神。
| 梵音           | Catura     | Vikarāla   | Kumbhīra   | Vajra      | Mihira     | Aṇḍīra     | Anila      | Śaṇḍilya   | Indra      | Pajra        | Mahoraga   | Sindura    |
| 十二神将       | 招杜罗大将 | 毘羯罗大将 | 宮毘罗大将 | 伐折罗大将 | 迷企罗大将 | 安底罗大将 | 頞儞罗大将 | 珊底罗大将 | 因陀罗大将 | 波夷罗大将   | 摩虎罗大将 | 真达罗大将 |
| 坐骑兽（地支） | 鼠（子）   | 牛（丑）   | 狮（寅）   | 兔（卯）   | 龙（辰）   | 蛇（巳）   | 马（午）   | 羊（未）   | 猴（申）   | 金翅鸟（酉） | 狗（戌）   | 猪（亥）   |

在印度的靈魂學中，另有三十六生肖之說，於隋朝中國大為流行。分列如下：
| 出生時辰 | 0-8點 | 8-16點 | 16-0點 |
| 子年     | 燕子  | 老鼠   | 蝙蝠   |
| 丑年     | 牛    | 螃蟹   | 鱉     |
| 寅年     | 狸貓  | 豹子   | 老虎   |
| 卯年     | 刺蝟  | 兔     | 貉     |
| 辰年     | 龍    | 蛟龍   | 魚     |
| 巳年     | 鱔魚  | 蚯蚓   | 蛇     |
| 午年     | 鹿    | 馬     | 驢騾   |
| 未年     | 羊    | 鵰     | 雁     |
| 申年     | 猩猩  | 猿     | 猴     |
| 酉年     | 雉雞  | 雞     | 鳶     |
| 戌年     | 狗    | 狼     | 豺     |
| 亥年     | 豕    | 獾     | 野豬   |

#### 緬甸
星期一屬虎（月亮），星期二屬獅（火星），星期三上午屬有牙象（水星），星期三下午屬無牙象（睽星），星期四屬鼠（木星），星期五屬天竺鼠（金星），星期六屬那伽龍（土星），星期天屬金翅鸟（太陽），類似七曜。

#### 尼泊爾古隆族
古隆族生肖：鼠、牛、虎、貓、鷹、蛇、馬、羊、鳥、鹿。（可能與漢族生肖同源，但只有十個生肖而非十二個）

#### 巴比倫
巴比倫十二生肖：牛、羊、猴、驢、蟑螂、蛇、犬、貓、鱷、紅鶴、獅、鷹。埃及和希臘的生肖與古巴比倫的基本相同，只是以「蟹」取代了「蟑螂」。

#### 埃及
埃及十二生肖：牡牛、山羊、猴、驴、蟹、蛇、犬、猫、鳄、红鹤、狮、鹰

#### 希腊
希腊十二生肖：牡牛、山羊、猴子、驴、蟹、蛇、犬、鼠、鳄、红鹤、狮、鹰，与埃及人的生肖基本相同，只是希腊人有“鼠”无“猫”，埃及人则有“猫”无“鼠”

#### 欧洲
欧洲各国人的生肖基本相同，多以天文学上的星宿为生肖，如法国人以宝瓶、双鱼、摩羯、金牛、白羊、巨蟹、双子、狮子、室女、天蝎、人马等组成十二生肖。